# 迟缓巨盾蛞蝓
迟缓巨盾蛞蝓（学名：[Macrochlamys segnis] 错误：{{Lang}}：文本有斜体标记（帮助））为拟阿勇蛞蝓科巨盾蛞蝓属的动物，是中国的特有物种。分布于四川、西南地区等地，生活环境为陆地，一般栖息于山区、谷地、丘陵地带农田附近潮湿的灌木丛、草丛中以及树叶或石块下。